# Państwowe Gimnazjum im. Księcia Adama Czartoryskiego w Wilnie
Państwowe Gimnazjum im. Księcia Adama Czartoryskiego w Wilnie – polska żeńska szkoła średnia działająca w Wilnie od 1922 roku.

## Historia
Gimnazjum zostało otwarte 13 września 1922 roku jako popołudniowa filia Gimnazjum im. Elizy Orzeszkowej w Wilnie, a od do 1923 roku jako samodzielny zakład naukowy.  Dekretem Ministra W. R. i O. P. z 10 sierpnia 1924 roku otrzymało nazwę " Żeńskie gimnazjum Państwowe im. ks. Adama Czartoryskiego".
Początkowo działało w salach Gimnazjum im. Elizy Orzeszkowej w Wilnie, następnie w budynku Gimnazjum im. Króla Zygmunta Augusta w Wilnie przy Małej Pohulance 7 (od 1926 roku), a ostatecznie przy pl. Orzeszkowej 9.

## Sztandar
W maju 1925 roku szkoła otrzymała sztandar, który poświęcił biskup Władysław Bandurski. Na jednej stronie umieszczono obraz Matki Boskiej Ostrobramskiej i św. Krzysztofa, a na drugiej Orła Białego. Projekt sztandaru przygotowali: profesor Wydziału Sztuk Pięknych Uniwersytetu Stefana Batorego w Wilnie Benedykt Kubicki i K. Kwiatkowski (nauczyciel rysunku).

## Dyrektorzy
- Waleria Łazarówna (kier. od 1922[4], dyr. od 1924[5], zm. 27 I 1932)[6]